# Кондрашёв, Виктор Петрович
Виктор Петрович Кондрашёв (род. 15 мая, 1934) — доктор технических наук, профессор РАН, заслуженный деятель науки и образования РФ, почетный член АНА.
Является основателем научной школы «Интегральные автоматизированные системы информационной и физической защиты особо важных объектов двойственного значения в ракетно-космической деятельности».
Действующий член Российской Академии космонавтики им. К. Э. Циолковского, член Экспертного Совета Комитета Совета Федерации РФ по международным делам.
Создатель и основатель научной организации «Абхазский научный центр Российской Академии космонавтики им. К. Э. Циолковского».

## Биография
В 1958 окончил Рижское Краснознамённое высшее инженерное авиационное военное училище им. К. Е. Ворошилова.
В 2005 году основал «Абхазский научный центр Российской Академии космонавтики им. К. Э. Циолковского».
Работал в НИИ космических систем им. А. А. Максимова ФГУП «Государственный космический научно-производственный центр имени М. В. Хруничева»
22 декабря 2005 избран почетным членом Абхазской Академии наук.
В 2008, 2012 году баллотируется в депутаты Совета депутатов городского округа Юбилейный Московской области
Автор более 200 научных работ, из которых 75 опубликованы.

## Международная деятельность
В 2006 году выступает с докладом «Космонавтика и инновационное развитие Республики Абхазия в условиях современных вызовов и угроз национальной безопасности страны и её населения» на международной научной конференции «Вызовы глобализации и Кавказ» (Сухум).
Инициировал процесс организации научно-практической конференции в 2011 год, в Год космонавтики. Откликаясь на предложение спикера парламента Республики Абхазия Нугзара Нуриевича Ашуба предлагал провести в столице Абхазии научно-практическую конференцию Экспертного совета в последних числах марта 2011 года, совместно с руководством Российской академии космонавтики имени Циолковского.
Принимал самое деятельное участие в организационно-программных мероприятиях в качестве эксперта по вопросам научного и военно-технического сотрудничества Российской Федерации и Абхазии.

## Награды
Награждён орденом «Красная Звезда» за деятельность в области создания и разработки систем охраны и обороны,
Почётным знаком РАН «Золотая кафедра России»,
Почётным знаком «Изобретатель СССР»

## Избранная библиография
- За научное сотрудничество с Республикой Абхазия // Газ. «Спутник». № 20 от 4.04.2005;
- Россия в новом веке: внешнее политическое измерение. М., 2008;
- Космонавтика и инновационное развитие поствоенной Республики Абхазия. Сухум, 2008.